# 宏都拉斯咖啡產業

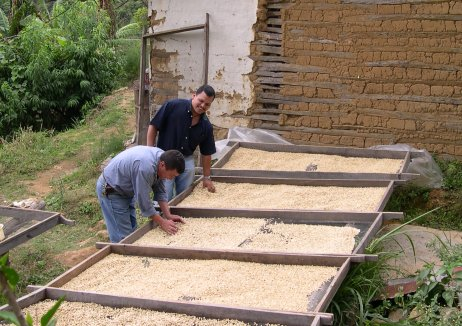
乾燥中的有機咖啡，攝於宏都拉斯聖璜希多

宏都拉斯咖啡產業是宏都拉斯經濟與歷史的重要一環。自2011年起，宏都拉斯的咖啡產量甲冠中美洲，取代以往由鄰國瓜地馬拉長年主導的龍頭地位。宏都拉斯全境都能找到適合咖啡生長的天然環境，就連海灣群島的外島也能栽種咖啡。

## 歷史
19世紀
19世紀末宏都拉斯共和國的咖啡種植開始起步，已有數個小型咖啡種植園。雖說當時宏都拉斯的土壤、氣候等等天然條件都與其他生產咖啡的鄰近國家如瓜地馬拉、尼加拉瓜、哥斯大黎加等國大同小異，但缺乏連接產地與港口的交通建設導致宏都拉斯的咖啡產業一直落於人後。因此宏都拉斯的咖啡大多只在國內市場販賣，外銷量少之又少。在宏都拉斯，一株咖啡樹從新種到能產生利潤需要四年多左右的時間，而種了七年之後利潤估計會從100%提升至300%。1894年宏都拉斯生產的咖啡約略為20,000英擔，其中僅一成外銷。而外銷主要透過臨薩爾瓦多的阿馬帕拉、科爾特斯港等口岸向外輸出。1900年，宏都拉斯出口了價值54,510披索的咖啡。
21世紀
21世紀初的宏都拉斯咖啡是最受歐洲人歡迎的咖啡，此時期宏都拉斯生產的咖啡有一半以上都是銷往歐盟市場。其中，又以德國為宏都拉斯咖啡最大的進口者，每年輸入4000萬公斤的宏都拉斯咖啡，價值逾4000萬美元。比利時與義大利的進口量常居第二名與第三名，也是宏都拉斯咖啡的重要出口對象。宏都拉斯咖啡也有一些銷往美國及日本，但銷量皆不如歐盟可觀。